# Jean Baptiste Saint-Lager
Jean Baptiste Saint-Lager (4 de diciembre de 1825, Lyon- 29 de diciembre de 1912) fue un médico, botánico, pteridólogo y bibliotecólogo francés.
Se diploma con un Bachillerato en Letras, y en Ciencias, y se diploma de médico en 1847 y de Doctor en Medicina en 1850.
Fue un incansable explorador botánico de Suiza, Francia, los Balcanes.
Perteneció a la "Académie des sciences, belles-lettres et arts de Lyon", y a la "Sociedad linneana de Lyon". También a la "Société botanique de France", y a la "Société d’histoire naturelle et d’arts útiles", y miembro de la "Société d’agriculture", donde era bibliotecario titular.
Su abundante herbario fue donado por su familia al Museo de Botánica de Ginebra.

## Algunas publicaciones
- La Perfidie des homonymes. Aloès purgatif et bois d'aloès aromatique, 1903
- Genre grammatical des noms génériques Grandeur et décadence du Nard, 1897
- La Vigne du mont Ida et le "vaccinium", 1896
- Onothera ou Oenothera : les ânes et le vin, 1893
- The surgery of Master Henry de Mondeville : written from 1306 to 1320. 1893
- Aire géographique de l'"Arabis arenosa" et du "Cirsium oleraceum"'', 1892
- Note sur le "Carex tenax", 1892
- Un chapitre de grammaire à l'usage des botanistes, 1892
- Description d'une nouvelle espèce d'orobanche, Orobanche "angelicifixa", 1891
- La guerre des nymphes ; suivie de, La nouvelle incarnation de Buda, 1891
- Considérations sur le polymorphisme de quelques espèces du genre "Bupleurum", 1891
- La priorité des noms de plantes, 1890
- Le Procès de la nomenclature botanique et zoologique, 1890
- Note sur quelques plantes de la Haute-Maurienne, 1889
- Vicissitudes onomastiques de la globulaire vulgaire, 1889
- Recherches sur les anciens herbaria, 1886
- Catalogue des plantes vasculaires de la flore du bassin du Rhône, 1883
- Académie des sciences, belles-lettres et arts de Lyon. Table des matières contenues dans les mémoires publiés de 1845 à 1881, suivie d'un catalogue des recueils académiques reçus en échange, 1882
- Réforme de la nomenclature botanique, 1880

### Libros
- Reforme de La Nomenclature Botanique... Edición reimpresa de Nabu Press, 2012 ISBN 1275666272

- Recherches Historiques Sur Les Mots Plantes Males Et Plantes Femelles. Edición reimpresa de Kessinger Publ. 54 pp. 2010 ISBN 1167381300

- Histoire des herbiers. Lyon: Ann. Soc. Bot. Editor J.-B. Baillière, 120 pp. 1885

- Etudes sur les causes du crétinisme et du goître endémique. Editor Baillière, 488 pp. 1867

- La abreviatura «St.-Lag.» se emplea para indicar a Jean Baptiste Saint-Lager como autoridad en la descripción y clasificación científica de los vegetales.[1]

Realizó una copiosa producción en identificar y nombrar a 746 (IPNI) nuevas spp.